# Giovanni Russo (1981)
Giovanni Russo (Capua, 22 agosto 1981) è un politico italiano.

## Biografia
Consegue il diploma di violino, in seguito si laurea in giurisprudenza. Insegna musica in una scuola secondaria inferiore.
Eletto deputato nel 2018, da allora è anche membro dal 2018 della IV Commissione Parlamentare difesa.